# Kh-25MP
Il Kh-25MP (nome in codice NATO: AS-12 Kegler) è un missile antiradar sovietico, versione antiradar del missile aria-superficie AS-10 Karen, sviluppato negli anni settanta per sostituire l'AS-9 Kyle.
Il missile trova le sue origini nel Kh-66, ovvero quello che fu alla base dell'AS-7 Kerry, ed era inizialmente chiamato Kh-27.
Nonostante la sua somiglianza con l'AS-10, ricevette dalla NATO una codifica "dedicata", a causa del suo specifico ruolo SEAD. In particolare, è stato progettato in modo tale da poter essere lanciato da una quota più bassa, in modo da poter aumentare le capacità di sopravvivenza dell'aereo vettore. Ne è stata realizzata anche una versione perfezionata, nota come Kh-25MPU.
L'AS-12 è stato implementato su MiG-23, MiG-27, Sukhoi Su-17, Sukhoi Su-22, Sukhoi Su-24 e Sukhoi Su-25.